# Антрацит (фильм)
«Антрацит» — советский фильм 1971 года режиссёра Александра Сурина.

## Сюжет
Бригада шахтёров собирается поставить рекорд по выработке угля на шахте. Но их план на грани срыва из-за конфликтов между членами бригады. У Юрия Купцова проблемы в личной жизни, Михаил Марченко — боксёр, и ему важнее рекорды на ринге. В это время на шахту возвращается Николай Миронов, отсидевший пятилетний срок за аварию на шахте, когда погиб один из горняков. Ни члены бригады, ни администрация шахты не одобряют решения взять снова на работу Миронова. Но бригадир Гена Глуховский, сын тогда погибшего горняка, видит у Миронова искреннее раскаяние в вине в случившейся трагедии и огромное желание работать. Вопреки мнению парторга шахты и наперекор членам бригады он включает Миронова в бригаду. Преодолев свои недопонимания и проблемы, бригада дружно берётся за работу и ставит рекорд шахты.

## В ролях
- Роман Громадский — Геннадий Глуховский, бригадир шахтёров
- Александр Збруев — Юрий Купцов, шахтёр
- Юрий Назаров — Николай Миронов, шахтёр, вернувшийся из колонии
- Владимир Заманский — Григорий Гордеевич Журба, парторг шахты
- Георгий Николаенко — Михаил Марченко, шахтёр, боксёр
- Людмила Максакова — Наташа, жена Геннадия Глуховского
- Жанна Прохоренко — Клава Миронова, жена Николая Миронова
- Лидия Константинова — Таня, женщина Юрия Купцова
- Фёдор Одиноков — Георгий Степанович, шахтёр-рекордсмен, готовящийся к выходу на пенсию
- Виталий Цапко — Андрей, журналист
- Евгений Дорошин — шахтёр
- Никита Астахов — шахтёр
- Семён Соколовский — Денис Петрович, директор шахты
- Леонид Трутнев — Александр Гречиха
- Иван Рыжов — Василий, дед Михаила Марченко, шахтёр на пенсии
- Борис Никифоров — главный механик
- Леонид Иудов — Алексей, отец Юрия Купцова
- Татьяна Чичагова - мать Юрия Купцова
- Валентин Зубков — помощник тренера сборной Украины по боксу
- Юрий Родоняк — тренер по боксу Михаила Марченко

## Съёмки
Фильм снимался на Луганщине, в городах Перевальск, Коммунарск (ныне Алчевск), Кадиевка (ныне Стаханов).
Для фильма В. Высоцким была написана песня «Чёрное золото» («Не космос — метры грунта надо мной…»). Ему был выплачен гонорар, однако песня в фильм не вошла.

## Критика
В фильме, в центре сюжета которого борьба шахтерской бригады за рекорд в добыче угля, как писал журнал «Советский экран» (1972) была «попытка исследовать отношения людей в процессе труда, нравственную силу этих отношений», и, как отмечал журнал «Искусство кино» (1972), поднимались темы для разговора о сложных процессах и явлениях в жизни трудовых коллективов, но проработка вопросов была поверхностной, и фильм подвергся критике:

«Создатели фильма „Антрацит“ изобразили рекорд так, что он производит отталкивающее впечатление, — сказал директор завода „Динамо“ К. Д. ПЕТУХОВ. — Предельное физическое перенапряжение рабочих, попытка „подбросить“ бригаде уголь из другого штрека, показанные в картине, и некоторые другие отрицательные моменты компрометируют и искажают само понятие „рекорд“». Дело не в том, что фильм «Антрацит» критиковали за то, что он воспевает штурмовщину. Хуже, что герой картины не показан как человек современный. Я говорю не только о главном герое, а обо всей атмосфере, о жизни, которую мы видим в картине.— журнал «Искусство кино», 1972